# Chassagne-Saint-Denis
Chassagne-Saint-Denis ist eine französische Gemeinde mit 129 Einwohnern (Stand: 1. Januar 2022) im Département Doubs in der Region Bourgogne-Franche-Comté.

## Geographie
Chassagne-Saint-Denis liegt auf 560 m über dem Meeresspiegel, etwa vier Kilometer südwestlich von Ornans und 18 Kilometer südsüdöstlich der Stadt Besançon (Luftlinie). Das Dorf erstreckt sich im Jura, am nördlichen Rand des Plateaus von Amancey, das sich zwischen den Tälern von Loue und Lison ausdehnt, auf dem Mont d’Ornans.
Die Fläche des 9,23 km² großen Gemeindegebiets umfasst einen Abschnitt des französischen Juras. Der Hauptteil des Gebietes wird vom Plateau von Chassagne, dem nördlichsten Teil des Hochplateaus von Amancey eingenommen. Es liegt durchschnittlich auf 550 m und ist teils von Wiesland, teils von Wald (Barmaud und Lavoutre) bestanden. Das Plateau von Chassagne weist eine Breite von ein bis 2,5 km auf und steigt gegen Süden leicht an, wo mit 583 m die höchste Erhebung von Chassagne-Saint-Denis erreicht wird. Auf drei Seiten fällt das Plateau steil zu den umliegenden Erosionstälern ab. Im Westen befindet sich das Tal des Ruisseau de Valbois, im Norden das Tal der Loue und im Osten der Taleinschnitt des Ruisseau de Borneille. Die Hänge sind bewaldet und werden an der Oberkante fast durchgehend von einer mehr oder weniger markanten Kalkfelswand gesäumt. Die Gemeindegrenze verläuft meist an der Oberkante des Steilhangs. Das Plateau besitzt keine oberirdischen Fließgewässer, weil das Niederschlagswasser im verkarsteten Untergrund versickert. 
Nachbargemeinden von Chassagne-Saint-Denis sind Scey-Maisières im Norden, Ornans im Osten, Flagey im Süden sowie Cléron im Westen.

## Geschichte
Im Mittelalter gehörte Chassagne zur Herrschaft Scey. Die Burg Castel-Saint-Denis, die sich auf dem Gemeindeboden befindet, wird im Jahr 1083 erstmals urkundlich erwähnt. Sie war Sitz der Herren von Scey und später der Pfalzgrafen von Burgund. 1477 wurde die Burg von Truppen des Königs Ludwig XI. zerstört. Sie wurde 1550 von der Familie Granvelle gekauft und restauriert. Von den schwedischen Truppen wurde sie im Rahmen des Dreißigjährigen Krieges 1638 erneut in Mitleidenschaft gezogen. Während der Besetzung der Franche-Comté durch die französische Krone ab 1674 wurde das Schloss vollständig zerstört. Zusammen mit der Franche-Comté gelangte Chassagne mit dem Frieden von Nimwegen 1678 an Frankreich. Um Verwechslungen mit anderen Gemeinden desselben Namens zu vermeiden, wurde Chassagne 1922 offiziell in Chassagne-Saint-Denis umbenannt. Heute ist Chassagne-Saint-Denis Mitglied des Gemeindeverbandes Loue-Lison.

## Sehenswürdigkeiten

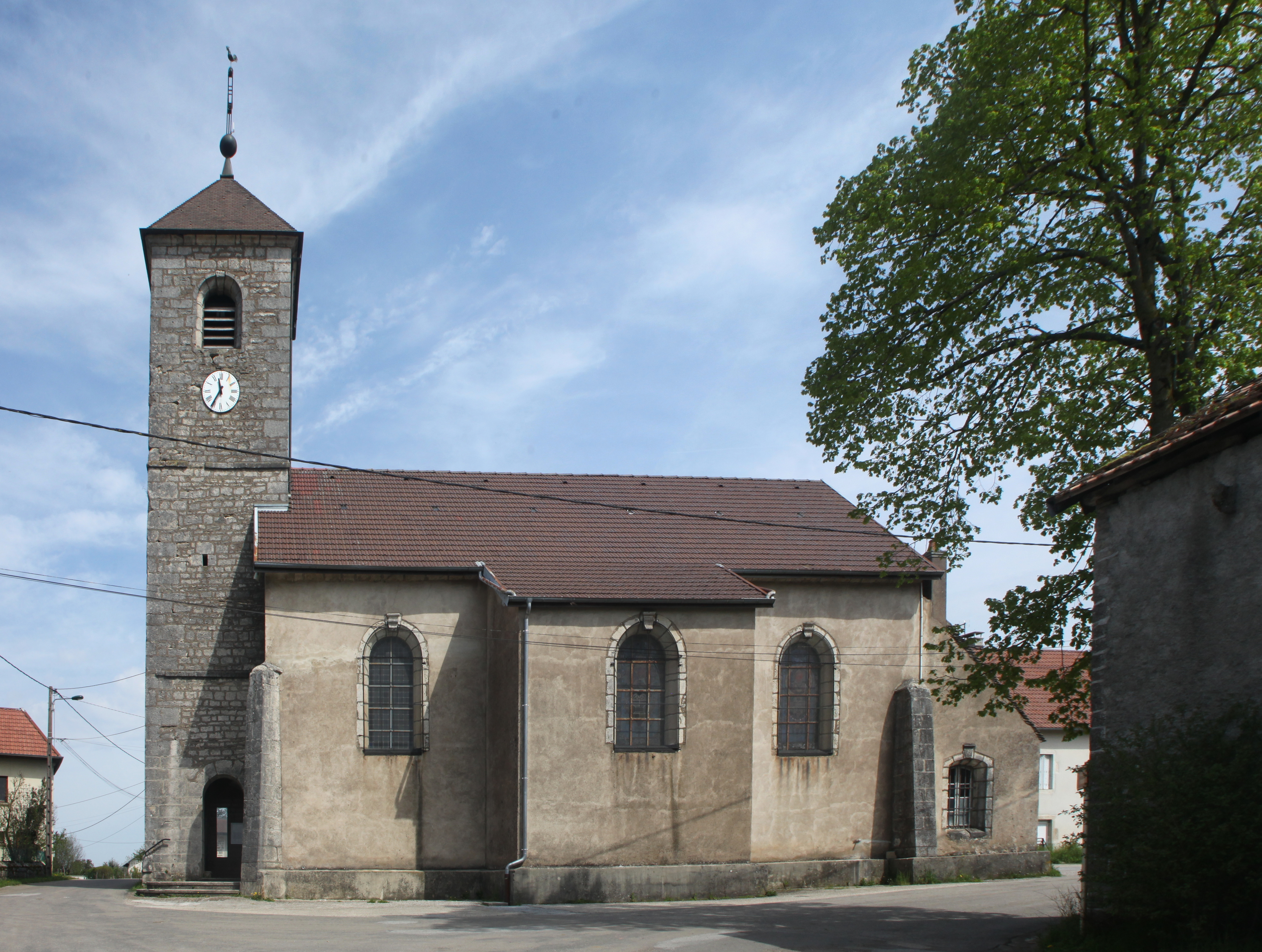
Kirche Saint-Denis

Die Dorfkirche von Chassagne-Saint-Denis wurde im 18. Jahrhundert erbaut. Im alten Ortskern sind zahlreiche Bauernhäuser im charakteristischen Stil des Haut-Doubs aus dem 18. bis 19. Jahrhundert erhalten. Auf einem schmalen Vorsprung zwischen den Tälern der Loue und ihres Seitenbach Ruisseau de Valbois befinden sich die Ruinen der mittelalterlichen Burg Castel-Saint-Denis. Eine Natursehenswürdigkeit bildet die 60 m hohe Wasserfall Cascade de Valbois.

## Bevölkerung
| Jahr                       | 1962 | 1968 | 1975 | 1982 | 1990 | 1999 | 2006 | 2016 |
| Einwohner                  | 86   | 79   | 56   | 85   | 100  | 111  | 113  | 116  |
| Quellen: Cassini und INSEE |      |      |      |      |      |      |      |      |

Mit 129 Einwohnern (1. Januar 2022) gehört Chassagne-Saint-Denis zu den kleinsten Gemeinden des Département Doubs. Nachdem die Einwohnerzahl in der ersten Hälfte des 20. Jahrhunderts markant abgenommen hatte (1881 wurden noch 197 Personen gezählt), wurde seit Mitte der 1970er Jahre wieder ein kontinuierliches Bevölkerungswachstum verzeichnet.

## Wirtschaft und Infrastruktur
Chassagne-Saint-Denis war bis weit ins 20. Jahrhundert hinein ein vorwiegend durch die Landwirtschaft (Ackerbau, Viehzucht) und die Forstwirtschaft geprägtes Dorf. Daneben gibt es heute einige Betriebe des lokalen Kleingewerbes. Mittlerweile hat sich das Dorf auch zu einer Wohngemeinde gewandelt. Viele Erwerbstätige sind Wegpendler, die in den größeren Ortschaften der Umgebung ihrer Arbeit nachgehen.
Die Ortschaft liegt abseits der größeren Durchgangsstraßen. Die Hauptzufahrt erfolgt von Ornans; eine weitere Straßenverbindung besteht mit Flagey.